# Brycinus nurse
Brycinus nurse är en fiskart som först beskrevs av Eduard Rüppell 1832.  Brycinus nurse ingår i släktet Brycinus och familjen Alestidae. IUCN kategoriserar arten globalt som livskraftig. Inga underarter finns listade.